# Polyblastia magnussoniana
Polyblastia magnussoniana är en lavart som beskrevs av Miroslav Servít. Polyblastia magnussoniana ingår i släktet Polyblastia, och familjen Verrucariaceae. Arten är reproducerande i Sverige.